# Amber Tamblyn
Amber Rose Tamblyn, född 14 maj 1983 i Santa Monica, Kalifornien, är en amerikansk skådespelare och poet. Hon fick sitt genombrott i såpoperan General Hospital, och därefter fick hon huvudrollen i serien Mellan himmel och jord (Joan of Arcadia). Hon har också haft roller i filmer som Systrar i jeans och The Grudge 2.
Tamblyn har nominerats till både Emmy Award och Golden Globe.

## Biografi

### Bakgrund
Amber Tamblyns föräldrar är Russ Tamblyn, skådespelare, dansare och sångare, och Bonnie Murray, sångerska, lärarinna och konstnär. Vid tio års ålder spelade Amber Tamblyn rollen som Pippi Långstrump vid Santa Monica Alternative School House; hennes fars agent, Sharon Debord, var närvarande i egenskap av bekant till familjen och övertygade fadern att låta Tamblyn gå på provspelningar.

### Skådespelarkarriär
Amber Tamblyn fick rollen som Emily Bowen (senare Emily Bowen-Quartermaine) i såpoperan  General Hospital, en roll hon spelade i sex år (från 1995 till 2001). Hon var också med i filmerna Rebellious och Johnny Mysto: Boy Wizard (hennes far var också med i båda dessa filmer), likaså i Live Nude Girls (1995) och i öppningsscenen till skräckfilmen The Ring från 2002. 
Amber Tamblyn har även gjort ett antal gästspel i flera TV-serier, såsom Buffy och vampyrerna, där hon spelade Dawn Summers bästa vän Janice Penshaw, och även Boston Public, CSI: Miami, och Punk'd (där hon blev lurad av Ashton Kutcher eller hans medarbetare att hon förlorat någon annans hund). Hon var även med i pilotavsnittet av serien The Twilight Zone på UPN 2002. 
Amber Tamblyn blev berömd för sin roll som Joan Girardi, en tonårsflicka som ofta får besök av Gud i CBS dramaserie Mellan himmel och jord. För den rollen blev hon nominerad till både Golden Globe och Emmy 2004. Tamblyn nominerades också för en Saturn Award for Best Actress in a Television Series både 2004 och 2005. Hon vann 2004. Hon nominerades även för The Teen Choice Awards, The Golden Satellite Awards och The Young Artist Award för Mellan himmel och jord. Tamblyns far spelade Gud flera gånger i serien, då som en man på promenad med sina hundar.
Amber Tamblyns första stora filmroll var som Tibby i Systrar i jeans, tillsammans med Alexis Bledel, America Ferrera, och Blake Lively. Hon skall också vara med i uppföljaren där hon återförenas med de andra tre nämnda skådespelarna.
Amber Tamblyn vann Bronze Leopard vid Locarno International Film Festival i augusti 2006, för sin rollprestation som Stephanie Daley i filmen Stephanie Daley. Filmen prisbelönades vid Sundance Film Festival 2006, och Tamblyn nominerades för Best Actress vid Independent Spirit Awards för sin rolltolkning av en 16-åring som anklagas för att ha dödat sitt nyfödda barn. 
Hon var även med i filmen The Grudge 2 - Förbannelsen fortsätter, uppföljaren till The Grudge som utspelas i Japan. Tamblyn tackade ja till rollen eftersom hon haft en önskan om att spela huvudrollen i en skräckfilm.

### Poesi
Amber Tamblyn har publicerat två skillingtryck med poesi, Of the Dawn och Plenty of Ships, och har deltagit i poesiläsningar, främst i Kalifornien. 
The Loneliest, en poesibok inspirerad av Thelonius Monk och hans musik, publicerades 2005 och innehåller Haiku-poesi skriven av Tamblyn och illustrerad i collage skapade av George Herms. Upplagan uppgick till endast 300 exemplar.
Simon & Schuster Children's Publishing publicerade 2005 en bok med poesi skriven av Tamblyn under nio år, med titeln Free Stallion. I en recension från School Library Journal stod att läsa, "Free Stallion is a compilation of poetry that amounts to a portrait of the artist as a teenager.... Many of the selections are appropriately self-absorbed but move beyond journalistic catharsis to real insight and stunning language for one so young." 
I oktober 2006 deltog Amber Tamblyn i flera poesiläsningar i Kalifornien, inklusive några med poeten Derrick Brown.

## Filmografi

### Filmer
| År   | Titel                          | Roll            | Noteringar                                                    |
| ---- | ------------------------------ | --------------- | ------------------------------------------------------------- |
| 2002 | The Ring                       | Katie Embry     |                                                               |
| 2002 | Ten Minutes Older: The Trumpet | Kate            | segment "Twelve Miles To Trona" , regisserades av Wim Wenders |
| 2005 | Systrar i jeans                | Tibby Rollins   |                                                               |
| 2006 | The Grudge 2                   | Aubrey Davis    |                                                               |
| 2006 | Stephanie Daley                | Stephanie Daley |                                                               |
| 2007 | Blackout                       | Claudia         |                                                               |
| 2007 | Normal Adolescent Behavior     | Wendy           |                                                               |
| 2007 | Spiral                         | Amber           |                                                               |
| 2008 | Systrar i jeans 2              | Tibby Rollins   |                                                               |
| 2008 | The Russell Girl               | Sarah Russell   | Hallmark-film                                                 |
| 2009 | Spring Breakdown               | Ashley          |                                                               |
| 2010 | 127 timmar                     | Megan McBride   |                                                               |

### TV-serier
| År        | Titel                   | Roll                        | Noteringar                       |
| --------- | ----------------------- | --------------------------- | -------------------------------- |
| 1995-2001 | General Hospital        | Emily Bowen Quartermaine #1 |                                  |
| 2001      | "Buffy och vampyrerna"  | Janice Penshaw              | Gästroll                         |
| 2002      | Twilight Zone           | Jenna Winslow               | Gästroll i avsnittet "Evergreen" |
| 2003-2005 | Mellan himmel och jord  | Joan Girardi                |                                  |
| 2003      | "Brottskod: Försvunnen" | Clare Metcalfe              | Clare de Lune                    |
| 2007      | Babylon Fields          | Janine Wunch                | Visades aldrig                   |
| 2009-     | The Unusuals            | Detektiv Casey Shraeger     |                                  |